# レーン・ナカノ
レーン・ツトム・ナカノ（Lane Tsutomu Nakano、1925年3月16日 - 2005年4月28日）は、アメリカ合衆国の元兵士、俳優。
日本語では、レーン・中野と表記されることもある。

## 生い立ち
ナカノは、カリフォルニア州ロサンゼルスのボイル・ハイツ地区に育った。ナカノには男きょうだい2人、フランク (Frank) とライル (Lyle) がおり、女きょうだいも2人、メイ (May) とルーシー (Lucy) がいた。
ナカノの一家は、後に伝説的な海兵隊通訳兵として知られることになるガイ・ガバルドンを、12歳のときに「養子」として迎え入れていた。後にガバルドンは、第二次世界大戦中のサイパン島とテニアン島で数多くの日本人民間人の命を救うなど英雄的行為に対して海軍十字章を授与された。

### 第二次世界大戦
第二次世界大戦中の1941年、ナカノは家族とともに日系人の強制収容によってワイオミング州のハートマウンテン移住センターに収容された。

## 経歴

### 軍務
ハートマウンテン移住センターにいたナカノは、アメリカ陸軍の軍務に就くことを志願した。中野は兄弟たちとともに、伝説的な、多数の勲章を与えられることとなる第442連隊戦闘団に配属された。

### 娯楽
ナカノが俳優として働く機会を得たのは、戦後になってからハリウッドの映画監督で脚本家だったロバート・ピロシュに見出されたのがきっかけであった。ピロシュは、1951年に制作された第二次世界大戦中の第442連隊戦闘団の歴史を描いた戦争映画『二世部隊 (Go for Broke)』で、主演のヴァン・ジョンソンに次ぐ準主役の扱いに中野を抜擢した。
ナカノは、ロサンゼルスの日系アメリカ人社会においては、もっぱら歌手として知られていた。

### 事業
俳優業を離れた後、ナカノは、ロサンゼルスの輸出入商社マグナ・インダストリーズ (Magna Industries, Inc.) の副社長を務めた。また、長年にわたって、音質やアルミニウム製の外装工事などの事業にも携わっていた。

## 私生活
妻は、フミ・ナカノ (Fumi Nakano)。ふたりの間には、息子2人、ディーン・ナカノ (Dean Nakano) とデズモンド・ナカノが生まれた。
2005年4月28日、ナカノは肺気腫のためにカリフォルニア州シャーマン・オークスの病院で死去した。80歳であった。

### 遺されたもの
ナカノの息子デズモンド・ナカノは、2007年の映画『アメリカンパスタイム 俺たちの星条旗 (American Pastime)』の脚本を書いてプロデュースしたが、その一部は強制収容キャンプにおける父レーンの経験を史料として用いており、主人公はライルとレーンとなっている。本作の主人公はライルであるが、作中のレーンはふたり兄弟の兄であり、片脚を失って第442連隊戦闘団から戻ってくることになり、終幕では焦点が当てられる人物となる。

## フィルモグラフィ

### 映画
- 1949年：東京ジョー - Tokyo Joe - 車夫 (Rickshaw driver)[3][11]
- 1951年：二世部隊 - Go for Broke - サム (Sam)[12]
- 1951年：I Was an American Spy - 先兵 (Advance guard)[13]
- 1951年：北京超特急 - Peking Express - ジープの運転手[14]
- 1951年：No Questions Asked - ロン (Lon)[15]
- 1952年：東は東 - Japanese War Bride - シロー・ハサガワ (Shiro Hasagawa)[7][3]
- 1952年：Hong Kong - C17のパイロット (C17 pilot)[16]
- 1953年：China Venture - 日本人の狙撃手 (Japanese sniper)[17]
- 1954年：地獄と高潮 - Hell and High Water - 日本人水夫 (Japanese sailor)[18]
- 1954年：我が心に君深く - Deep in My Heart - 日本人執事 (Japanese butler)[19]
- 1958年：底抜け慰問屋行ったり来たり - The Geisha Boy - 日本人庭師 (Japanese gardener)[20]
- 1959年：Don't Give Up the Ship - 日本兵 (Japanese soldier)[21]
- 1965年：Three Weeks of Love - ケン・オキムラ (Ken Okimura)[3][22]

### テレビ・シリーズ
- 1960年：ハワイアン・アイ - Hawaiian Eye シーズン1第17話「Then There Were Three」- タキ (Taki)[23]
- 1960年：ルート66 - Route 66 シーズン1第9話「Layout at Glen Canyon」- ニッコー (Nikko)[24]

## 関連文献
- Yenne, Bill. (2007). Rising Sons: The Japanese American GIs Who Fought for the United States in World War II. New York: Macmillan. ISBN 978-0-312-35464-0